# NGC 946
NGC 946 (również PGC 9556 lub UGC 1979) – galaktyka soczewkowata (S0), znajdująca się w gwiazdozbiorze Andromedy. Odkrył ją Édouard Jean-Marie Stephan 12 grudnia 1884 roku.